# Свети Георги (Добрич)
„Свети Георги Победоносец“ е православна църква в град Добрич, България, част от Варненската и Великопреславска епархия на Българската православна църква. Сградата е обявена за паметник на културата.

## Местоположение
Храмът е разположен в центъра на града, в непосредствена близост до Етнографската къща.

## История
Църквата е най-старата запазена в Добрич. Изградена е през 1843 година от устабаши Русин Русинов от село Керека, Дряновско, която изгаря по време на Кримската война заедно с Долната българска махала. Възстановена е върху оцелелите си долни части под междинния тънък корниз през 1864 година, вероятно също от дряновски майстори. Парите за строежа са от дарения на българите от града и околията. Мястото е дар от Иван Хадживълков. Църквата е изписана и осветена през 1889 година от митрополит Симеон Варненски и Преславски. Камбанарията е с неизвестна датировка. Последната реставрация на храма е в 2000 година.

## Описание
В архитектурно отношение църквата е малка трикорабна базилика, висока едва 12 m. Дело е на неизвестни майстори, които принадлежат или поне са запознати с школата на Колю Фичето. Входовете са два. Преддверието е изградено допълнително.
Стенописите са изработени от представителя на Дебърската художествена школа Козма Блаженов. Негов е и резбованият иконостас, както и част от иконите – „Свети Илия“, „Архангел Михаил“ (датирана 3 април 1888 г.), „Свети Георги“ (датирана 9 октомври 1889 г.), „Света Богородица“ (датирана 26 юли 1889 г. и подписана „Дела Козма Блаженов от Западна Македония“), „Иисус Христос“ (датирана 1 август 1889 г. и подписана „Дела Козма Блаженов от Западна Македония“), „Свети Йоан Кръстител“ (датирана 1889 г.), „Свети Стефан“, „Свети Николай“ и 16 апостолски икони, 8 сцени на третия ред на иконостаса и една „Света Троица“. На малките иконостаси има „Свети Георги“ и „Свети Спиридон“. Част от иконите са дело на Недко Тодорович (1820-1910) от Жеравна, Хараламби Тодоров от Пирдоп и Николай Василев от Шумен.